# Mkuze River
Der Mkuze River ist ein Fluss in der südafrikanischen Provinz KwaZulu-Natal.

## Verlauf
Der Fluss entspringt östlich der großen Randstufe der Drakensberge im Nordosten Südafrikas. Er durchfließt die Lebomboberge in östlicher Richtung. Weiter fließt er über die breite Küstenebene im Norden von KwaZulu-Natal und erreicht das Mkhuze Game Reserve in den 450 km² großen Mkuze-Sümpfen und den iSimangaliso-Wetland-Park, deren Grenze er jeweils bildet. In den Sümpfen ändert er seinen Kurs nach Süden. Nach weiteren etwa 20 km durch die Sümpfe mündet er in das nördliche Ende des St.-Lucia-Sees. Der Mkuze ist der größte und wasserreichste Zufluss des Sees.

## Hydrometrie
Die Abflussmenge des Mkuze wurde am Pegel Morrisvale, bei dem größten Teil des Einzugsgebietes, über die Jahre 1969 bis 1990 in m³/s gemessen.